# Eagle River (Wisconsin)
Eagle River è una città degli Stati Uniti d'America, situata in Wisconsin, nella Contea di Vilas, della quale è anche il capoluogo.